# 謝鈞惠
謝鈞惠（1939年7月12日—2002年10月13日），中華民國政治人物，親民黨籍，前立法委員，於任內因腦膜炎病逝。
謝鈞惠為台南人，曾擔任永康市農會理事長、南英商工董事、南英商工教師等職務。從政後曾先後當選為臺南縣議會第八、九屆議員及臺灣省議會第七、八、九、十屆議員。2001年12月1日，代表親民黨當選為第五屆立法委員。

## 外部連結
- 立法院 （页面存档备份，存于）